# Нассер, Али
Али Нассер Али Хасан (араб. علي ناصر علي حسن‎; род. 23 ноября 1996, Эр-Рияд) — йеменский футболист, полузащитник клуба «Ист Риффа».

## Карьера
Воспитанник каталонского клуба «Сантбоя». В 2019 году стал выступать в чемпионате Бахрейна за клуб «Ист Риффа». В январе 2021 года проходил просмотр в белорусском клубе «Славия» из Мозыря. Вскоре подписал с клубом полноценный контракт. Дебютировал за клуб 4 апреля 2021 года в матче против «Сморгони», выйдя в стартовом составе и затем заменён на 28 минуте. Сыграл за клуб всего 1 матч и в июле 2021 года вернулся в клуб «Ист Риффа».